# Núi Đôi Quản Bạ

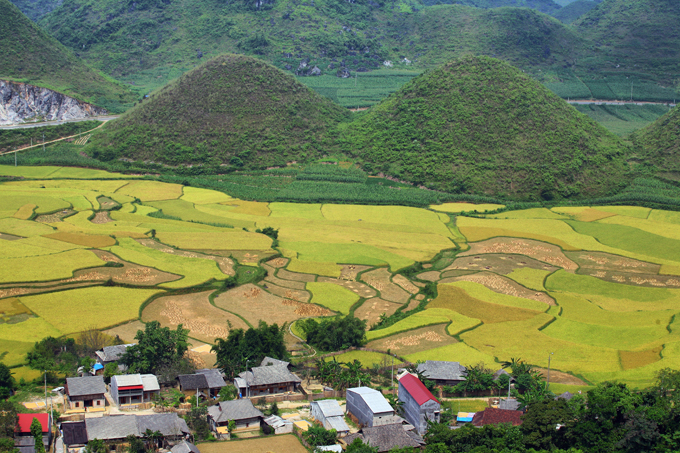
Núi Đôi Quản Bạ

Núi đôi Quản Bạ hay núi Cô Tiên Quản Bạ là một thắng cảnh ở thị trấn Tam Sơn huyện Quản Bạ tỉnh Hà Giang .

## Vị trí
Núi đôi Quản Bạ nằm bên quốc lộ 4C, cách thành phố Hà Giang 40 km về phía Bắc, thuộc địa phận thị trấn Tam Sơn, huyện Quản Bạ, tỉnh Hà Giang.

## Đặc điểm
Đó là hai quả núi trông như hai trái đào tiên.
Giữa những núi đá trùng điệp và ruộng bậc thang nổi lên hai trái núi có hình dáng, thế đứng ngồ ngộ khiến du khách không khỏi ngỡ ngàng trước vẻ đẹp kỳ vĩ của tạo hoá. Hai trái núi gắn với truyền thuyết Núi Cô Tiên.

## Truyền thuyết
Núi Đôi còn gắn với những câu chuyện truyền thuyết được đồng bào các dân tộc nơi đây lưu truyền từ đời này sang đời khác cho đến tận ngày nay. Trong đó có một câu chuyện rất cảm động kể rằng: Xưa kia, ở vùng đất này có một chàng trai người H’mông tuấn tú, có tài thổi đàn môi. Tiếng đàn môi của chàng réo rắt như tiếng suối, ríu rít lảnh lót như tiếng chim rừng, lúc lại sâu lắng, trầm bổng, da diết như tiếng gió giữa đêm khuya cứ bay xa, bay xa mãi. Có một nàng tiên trên thượng giới tên là Hoa Đào xinh đẹp tuyệt trần tình cờ nghe được tiếng đàn môi của chàng đã theo gió trốn xuống trần gian tìm người thổi đàn môi. Phải lòng chàng nên nàng tìm cách ở lại vùng đất này. Họ nên vợ nên chồng và sinh được một bé trai kháu khỉnh.